# Lista rezervațiilor naturale din județul Teleorman
Lista rezervațiilor naturale din județul Teleorman cuprinde ariile protejate de interes național (rezervații naturale), aflate pe teritoriul administrativ al județului Teleorman.

## Lista ariilor protejate
| Denumirea ariei protejate | Cod       | Localizare         | Categorie IUCN | Tip                    | Suprafață (ha) | Observații (foto)          |
| ------------------------- | --------- | ------------------ | -------------- | ---------------------- | -------------- | -------------------------- |
| Balta Suhaia              | VI.27     | Suhaia             | IV             | avifaunistic           | 1.455          | declarat prin HG 2151/2004 |
| Ostrovul Gâsca            | RONPA0898 | Năsturelu          | IV             | floristic și faunistic | 58             | declarat prin HG 2151/2004 |
| Ostrovul Mare             | RONPA0948 | Islaz              | IV             | floristic și faunistic | 140            | declarat prin HG 1143/2007 |
| Pădurea Pojorâtele        | RONPA0949 | Drăgănești de Vede | IV             | forestier              | 58             | declarat prin HG 1143/2007 |
| Pădurea Troianu           | RONPA0899 | Troianul           | IV             | floristic și forestier | 71             | declarat prin 2151/2004    |